# 252-га стрілецька дивізія
252-га стрілецька дивізія — військове з'єднання СРСР у Другій світовій війні

## Історія формування дивізії
Дивізію почали формувати 28 червня 1941 року під Москвою.
11 липня 1941 дивізія отримала наказ терміново завантажуватися в ешелони і залізницею вирушити в розпорядження Західного фронту, де увійшла до складу 29-ї армії.
28 липня 1941 року полки дивізії з маршу вступили в бій.
29 А була развернута на базі 30-го стрілкового корпусу, який став основою управління і з'єднань армиї у липні 1941 року в Московському військовому окрузі. До складу армії ввійшли управленіння, 245-та, 252-га, 254-та и 256-та стрілецькі дивізії, а також ряд військових частин.
В дорозі, в районі станції Бологоє, ешелони дивізії зазнали нападу авіації противника.
Після прибуття вона увійшла до складу 29-ї армії резерву ВГК. Від 20 липня дивізія разом з армією була включена до складу Західного фронту. Її частини форсували річку Західна Двіна і 28 липня під селом Ільїн Смоленської області з маршу вступили до бою. Протягом ночі вони відбили кілька контратак противника, але змушені були під тиском переважаючих сил відійти в північному напрямку.
16 серпня 1941 року командир 252-ї стрілецької дивізії видав бойовий наказ № 20 на атаку м. Ільїн в ніч з 17 на 18.8. 1941   м. Перед фронтом дивізії, з південних берегів річок Двінка і Західна Двіна, поповнена свіжими підкріпленнями та в готовності  переходу до наступу, проти неї оборонялися частини 26-ї піхотної дивізії Вермахту.
Потім дивізія повторно форсувала річку Західна Двіна і зайняла оборону на її північному березі в районі гирла річки Торопа. Тут вона перебувала до кінця серпня, потім на початку вересня вела наступальні бої, виконуючи завдання відкинути противника на західний берег річки. В результаті було оточено і розгромлено 456-й гренадерський полк СС ( Смоленська битва ). На початку жовтня дивізія разом з армією змушена була відійти на Ржевському напрямку. До 12 жовтня вона зосередилася в районі Чертоліно і зайняла оборону, прикриваючи переправу частин 29-ї армії через річку Волга і подальший відхід на Ржев. До 15 жовтня її частини зосередилися на північний схід від Стариці. Продовжуючи відхід, до 19 жовтня вони зосередилися в районі Новинки, де з маршу вступили в бій і відкинули противника до міста Калінін.
Від 21 жовтня дивізія в складі 31-ї армії Калінінського фронту зайняла оборону біля залізничного мосту через річку Волга в районі міста Калінін ( Вяземская і Калінінська оборонні операції). Від 1 грудня вона знову перейшла в підпорядкування 29-ї армії цього ж фронту і від 5 грудня брала участь в штурмі міста Калінін. В результаті боїв до 16 грудня він був звільнений, дивізія вийшла в район станції Калінін (південно-західна частина міста). Переслідуючи противника, її частини з боєм оволоділи Данилівською, знову форсували річку Волга, звільнили населений пункт Станішіно і до 29 грудня вийшли до Холоховни (Калінінська наступальна операція).
Після розгрому німецьких військ на Курській дузі, Червона Армія почала стрімко просуватися до Дніпра. Колишні партизани, які опинилися на звільненій радянськими військами території Лівобережної України, ставали солдатами регулярної армії. Д. Ф. Вітер 10 вересня 1943 року був зарахований до складу 252-ї стрілецької дивізії 53-й армії Степового (з 20 жовтня - 2-го Українського ) фронту.
Денис Федорович вважався вже немолодим бійцем, тому його визначили в 420-й окремий саперний батальйон. Майже три тижні під наглядом досвідчених інструкторів він освоював саперного справу.  Брав участь в боях за розширення плацдарму на правому березі Дніпра біля села Чикалівка.

### П'ятихатська операція
В ході П'ятихатської операції 25 жовтня Денис Федорович був тяжко поранений і евакуйований до армійського госпіталю . Повернувшись до лав підрозділу, він у двадцятих числах грудня,  брав участь у боях під Кіровоградом, а пізніше в районі Корсуня-Шевченківського, де була взято в оточення сімдесятитисячне угруповання супротивника.
У ході завершальної стадії Корсунь-Шевченківської операції підрозділи 252-ї стрілецької дивізії форсували Гнилий Тікич в районі Лисянки і вийшли до оборонного рубежу противника на ділянці Чижівка - Шубині Стави. Напередодні широкомасштабного наступу на уманському напрямку командування 2-го Українського фронту активно перевіряли міцність німецької оборони, проводячи на різних ділянках тактичну розвідку. В одній з таких операцій особливо відзначився молодший сержант Д. Ф. Вітер. 28 лютого 1944 року в районі населеного пункту Шубині Стави було вирішено провести танкову атаку на позиції ворога. Здійснити пропуск бронетехніки через мінні поля було доручено саперам 420-го окремого саперного батальйону. Працюючи вдень протягом трьох годин під вогнем ворога, Денис Федорович з трьома саперами свого батальйону зняв 231 протитанкову міну. Під час танкової атаки він скочив на головний танк, на якому дістався до переднього краю противника. Діючи сміливо і рішуче в безпосередній близькості від німецьких траншей під безперервним обстрілом з боку ворога, сапер знешкодив 18 протитанкових мін, чим забезпечив прохід танків в глибину ворожої оборони. За доблесть і мужність, проявлені при виконанні бойового завдання, наказом від 25 травня 1944 року молодший сержант Д. Ф. Вітер був нагороджений орденом Слави 3-го ступеня (№ 52191) .

### Уманско-Ботошанская операція
В рамках  Умансько-Ботошанської операції підрозділи 252-ї стрілецької дивізії прорвали оборону противника, и преслідуючи ворога, розвернули наступ загальним напрямком на Умань. Погодні умови для проведення операції були надзвичайно важкими. Колишній командир окремого винищувального-протитанкового дивизиону В. Пічугін згадував:

«Стояла весенняя распутица 1944 года. Артиллерия едва поспевала за пехотой. Автомашины-тягачи, застревая в густой, как масло, грязи фронтовых дорог, не могли вытянуть из неё пушки и гаубицы» — В. Пичугин. Материнское счастье. Из сборника Наша стрелковая: ветераны 252-й дивизии вспоминают
У ситуації, що склалася саперам батальйону старшого лейтенанта М. Г. Козлова  доводилося працювати з повним напруженням сил, допомагаючи дивізійній техніці долати бездоріжжя і численні водні перешкоди. Пройшовши через Умань та Бєльці, 252-а стрілецька дивізія вступила в північну Молдавію, де перейшла до оборони на північний схід від міста Унгени.

### Яссько-Кишинівська операція
Від середини квітня 1944 року і до початку Яссько-Кишинівської операції 252-а стрілецька дивізія вела напружені бої в Бєльцькому повіті Молдавської РСР в районі сіл Тешкурени і Кошени. В ході розпочатого широкомасштабного наступу радянських військ в Молдові та Румунії дивізії належало штурмом оволодіти містом Унгени і замкнути кільце оточення навколо кишинівського угрупування противника. У ніч на 22 серпня 1944 року 420-й окремий саперний батальйон отримав завдання забезпечити прохід особового складу і матеріальної частини дивізії через інженерні загородження противника в районі на північ від села Загаранча. Розбиті на групи сапери капітана Козлова, серед яких був і молодший сержант Д. Ф. Вітер, протягом ночі виконали 13 проходів в мінних полях німців, знешкоджуючи при цьому понад 1500 протипіхотних і 860 протитанкових мін. Завдяки якісній і самовідданій роботі саперів дивізія подолала глибоко ешеловану оборону противника без втрат .
Переслідуючи стрімко відступаючого противника, радянські війська увірвалися на північну околицю міста Унгени. У бою, що зав'язався був поранений командир взводу. Молодший сержант Д. Ф. Вітер кинувся на допомогу офіцеру. Прикриваючи пораненого своїм тілом від щільного кулеметного вогню, Денис Федорович перетягнув його в безпечне місце. Німці, однак, помітили радянських бійців і вирішили взяти їх в полон. Але коли ворожі солдати наблизилися до укриття, де ховався Вітер з пораненим офіцером, Денис Федорович закидав їх ручними гранатами, а уцілілих розсіяв вогнем з автомата. Хоча цей подвиг сапера не був відзначений командуванням, подяку врятованого офіцера була для нього не менш цінною нагородою.
У вересні 1944 року 252-а стрілецька дивізія була виведена до резерву Ставки Верховного Головнокомандування, і після відпочинку та поповнення на початку листопада 1944 року у складі 4-ї гвардійської армії перекинута в Угорщину. В ході наступу військ 3-го Українського фронту в рамках Будапештської операції підрозділи дивізії після запеклих боїв 29 листопада вийшли до Дунаю на захід від міста Калоча. Форсування річки почалося в ніч на 1 грудня в районі селища Герьен (Gerjen). Молодший сержант Д. Ф. Вітер добровільно зголосився вести перший човен з десантниками на борту. Ледве радянські бійці досягли середини річки, як в небі з'явився німецький літак, який скинув освітлювальні ракети на парашутах. Виявивши десант, німці відразу ж відкрили ураганний вогонь по місцю переправи. У човні молодшого сержанта Вітера один боєць загинув, а сам Денис Федорович був поранений. Проте він одним з перших досяг протилежного берега Дунаю і вогнем з автомата прикривав висадку інших десантних груп. Після того, як береговий плацдарм був закріплений, Вітер, незважаючи на поранення, залишився в строю. Залишок ночі він у складі розрахунку порома продовжував працювати на переправі  . За доблесть і мужність, проявлені при форсуванні Дунаю, наказом 7 січня 1945 роки Денис Федорович був нагороджений орденом Слави 2-го ступеня (№ 13266) .
У січні - лютому 1945 року 252-а стрілецька дивізія вела важкі бої в районі угорського міста Секешфехервара. Потім вона була підпорядкована командувачу 46-ю армією 2-го Українського фронту і брала участь у Віденської операції. Командир саперного відділення сержант Д. Ф. Вітер відзначився під час ліквідації естергомсько-товароського угруповання ворога. 21 березня 1945 року він своєчасно виконав прохід через мінне поле противника, забезпечивши тим самим успішний наступ частин дивізії. 24 березня в бою поблизу селища Модьорошбанья (Mogyorosbanya) при штурмі безіменної висоти сержант Вітер знищив кулеметний розрахунок, що заважав просуванню стрілецьких частин, ліквідував п'ять солдатів і одного офіцера та ще трьох військовослужбовців ворога взяв в полон.

Розвиваючи подальший наступ вздовж правого берега Дунаю 28 березня підрозділи 23-го стрілецького корпусу, до складу якого входила 252-а стрілкова дивізія, оволоділи правобержною частиною міста Комарома. Командуючий 46-ю армією поставив перед 252-ю стрілецькою дивізією задачу: форсувати Дунай та очистити від супротивника лівобережну частину міста. В якості місця для переправи було обрано ділянку річки в районі острова Сентпаль, оскільки його береги були порослі лісом та ускладнювали противнику огляд та спостереження. В ході операції з форсування Дунаю, що почалася в ніч на 30 березня 1945 року, знову відзначилися сапери 420-го окремого саперного батальйону. Дивізійна газета «Боевая красноармейская» в номері від 26 квітня так описувала подвиг саперів:

«Мартовская ночь была лунная, и немцы обстреливали наш берег. Но сапёры работали слаженно и быстро. Сержант Витер, ефрейтор Сухоярский и рядовой Бабяк нашли материал для плотов. Все трудились не покладая рук и досрочно выполнили задание. «Грузиться»! — послышалась команда. В числе первых поплыли сапёры, сооружавшие плоты. Противник встретил смельчаков пулемётными очередями. Но не дрогнули советские воины. Стрелки завязали перестрелку, а сапёры сильнее налегли на вёсла. Обеспечив успешную переправу, сапёры начали расчищать путь наступающим. Они обнаружили и обезвредили более 200 вражеских мин»— Их книги: Наша стрелковая: ветераны 252-й дивизии вспоминают
Захопивши плацдарм на лівому березі Дунаю, підрозділи дивізії розвинули успіх і в той же день за підтримки Дунайської військової флотилії очистили від противника лівобережну частину Комарома. За відзнаку в боях на правому березі Дунаю через рік після закінчення Німецько-радянської війни указом Президії Верховної Ради СРСР від 15 травня 1946 сержант Вітер Денис Федорович був нагороджений орденом Слави 1-го ступеня (№ 642) .У перших числах квітня 252-а стрілецька дивізія була передана 7-ї гвардійської армії, в складі якої звільняла північно-східні райони Австрії і південно-західну частину Чехословаччини. Д. Ф. Вітер брав участь у звільненні Братислави, форсуванні річки Морави, розгромі німецької групи армій «Австрія». Бойовий шлях він завершив у містечка Міто (Mýto) на схід від міста Пльзеня.

## Командний склад

### Командири дивізії
- Мартиненко (00.06.1941 - 00.07.1941), полковник
- Забалуев, Олександр Олексійович (19.08.1941 - 01.01.1942), генерал-майор
- Урбанович, Віктор Казимирович (02.01.1942 - 26.08.1942), генерал-майор
- Шехтман, Зіновій Самойлович (27.08.1942 - 04.12.1942), полковник
- Анісімов, Георгій Іванович (05.12.1942 - 00.02.1943), полковник, від 27.01.1943 генерал-майор
- Бірін, Борис Іванович (00.02.1943), підполковник
- Анісімов, Георгій Іванович (00.02.1943 - 19.09.1943), генерал-майор
- Горбачов, Іван Олександрович (20.09.1943 - 14.10.1943), полковник
- Фролов, Іван Семенович (15.10.1943 - 05.11.1943), полковник
- Горбачов, Іван Олександрович (06.11.1943 - 11.05.1945), полковник, від 10.04.1944 генерал-майор

### Заступники командира дивізії з політичної частини
- Ростовцев, Іван Микитович

## Бойовий склад
- 924 стрілецький Кишинівський орденів Богдана Хмельницького і Олександра Невського полк
- 928 стрілецький Дунайський орденів Суворова і Кутузова полк
- 932 стрілецький Червоного Прапора ордена Олександра Невського полк
- 787 (277) артилерійський Кишинівський полк ,
- 270 гаубичний артилерійський полк ,
- 310 окремий самохідно-артилерійський дивізіон (110 окремий самохідно-артилерійський дивізіон, 110 окремий винищувально-протитанковий дивізіон),
- 332 окрема розвідувальна рота,
- 420 окремий саперний батальйон,
- 672 окремий батальйон зв'язку (572 окремий батальйон зв'язку, 176 окрема рота зв'язку),
- 270 окремий медико-санітарний батальйон,
- 250 окрема рота хімічного захисту,
- 52 автотранспортна рота,
- 303 польова хлібопекарня,
- 76 дивізійний ветеринарний лазарет,
- 815 польова поштова станція,
- 393 польова каса Держбанку.

## Воїни, які відзначилися в боях
Герої Радянського Союзу:
- Бабак, Демид Іванович, лейтенант, командир роти 924-го стрілецького полку.
- Бусаргін, Микола Матвійович, лейтенант, командир 5-ї стрілецької роти 932-го стрілецького полку.
- Валянский, Михайло Якович, молодший лейтенант, командир кулеметного взводу 932-го стрілецького полку.
- Глібко, Юрій Кіпріяновіч, майор, командир 932-го стрілецького полку.
- Гончаров, Іван Тимофійович, молодший лейтенант, командир кулеметного взводу 932-го стрілецького полку.
- Деманов, Георгій Георгійович, лейтенант, командир взводу 932-го стрілецького полку.
- Кільдяков, Михайло Андрійович, старший лейтенант, заступник по політичній частині командира 2-го батальйону 932-го стрілецького полку.
- Некрасов, Микола Васильович, капітан, командир батальйону 932-го стрілецького полку.
- Пестерев, Олексій Іванович, лейтенант, виконувач обов'язків командира 2-го батальйону 932-го стрілецького полку.
- Потапов, Дмитро Сергійович, лейтенант, командир взводу протитанкових рушниць 932-го стрілецького полку.
- Поштаренко, Яків Тимофійович, сержант, командир відділення 420-го окремого саперного батальйону.

посилання= Кавалери ордена Слави трьох ступенів:
- Вітер, Денис Федорович, сержант, командир відділення 420 окремого саперного батальйону.
- Голіков, Олексій Павлович, сержант, командир відділення саперного взводу 928 стрілецького полку.
- Ісайченков, Василь Андрійович, старший сержант, помічник командира саперного взводу 928 стрілецького полку.
- Симонов, Євген Олексійович, старшина, командир відділення взводу пішої розвідки 928 стрілецького полку.
- Тараскін, Володимир Дмитрович, старшина, розвідник 332 окремої розвідувальної роти.
- Татарінцев, Микола Петрович, єфрейтор, командир саперного відділення 928 стрілецького полку.

### Список воїнів, які закрили своїм тілом амбразуру в роки Німецько-радянської війни
| № | Ф. І. О.                   | звання  | Посада    | Військова частина                                 | Дата здійснення подвигу | нагорода                          |
| - | -------------------------- | ------- | --------- | ------------------------------------------------- | ----------------------- | --------------------------------- |
| 1 | Комар, Анатолій Григорович | рядовий | розвідник | 252-та стрілецька дивізія 332-я окрема розвідрота | 24.11.1943              | Орден Вітчизняної війни 2 ступеня |